# Чрескожное дренирование
Чрескожное (пункционное) дренирование — минимальноинвазивное хирургическое вмешательство с целью введения катетера (дренажа) в различные полостные образования человеческого организма. При дренировании органов применяется термин «стомия» (холецистостомия, холангиостомия, цистостомия, нефростомия и пр).
Чрескожное дренирование позволяет удалять патологические жидкостные скопления. Выполняется под контролем методов медицинской визуализации (УЗИ, рентгеноскопия, компьютерная томография).

## Преимущества
- Снижение операционной травмы
- Отказ от наркоза
- Снижение послеоперационных осложнений и летальности
- Возможность амбулаторного применения
- Снижение сроков нетрудоспособности
- Выраженный экономический эффект

В связи с явными преимуществами считается методом выбора в лечении ряда хирургических заболеваний. Спектр патологических состояний, при котором применяется чрескожное дренирование, широк.

## Показания
- Кисты различной локализации
- Абсцессы различной локализации
- Плеврит
- Перикардит
- Асцит
- Обструктивный холецистит
- Обструктивный пиелонефрит
- Механическая желтуха
- Патологические послеоперационные скопления жидкостей
- Острая задержка мочи различной этиологии

## Методика
В настоящее время применяют несколько способов чрескожного дренирования.
Двухмоментное дренирование. Метод первоначально предложен Seldinger S.I. для катетеризации сосудов. Сначала выполняют пункцию полости иглой, чрез иглу вводят гибкий проводник, иглу удаляют. По проводнику вводят бужи возрастающего диаметра, а затем катетер нужного диаметра. Преимущество — относительная простота выполнения. Недостатки — высок риск подтекания содержимого полости вдоль пункционного канала (особенно при применении бужирования); требует наличия множества различных инструментов.
Одномоментное дренирование стилет-катетером, впервые применённое Wiechel K.L..
Полость пунктируют специальной иглой-стилетом с помещённым на ней катетером-оболочкой. При этом остаётся свободным лишь рабочий конец иглы. После попадания в полость иглу удаляют, через катетер-оболочку вводят жёсткий проводник, по которому проводят более глубокую установку катетера оболочки. Проводник удаляют. Преимущество — простота выполнения. Недостаток — высокая травматичность при применении катетеров большого диаметра и необходимости повторных пункций. В связи с этим применяется в основном для дренирования крупных, поверхностно расположенных полостей.
Дренирование с помощью УДПО (устройство дренирования полостных образований). Метод разработан В. Г. Ившиным и соавт.. Является наиболее популярным в России при дренировании желчного пузыря. Метод вобрал в себя достоинства вышеперечисленных методик и не имеет их недостатков.
Под контролем ультразвукового сканирования на коже выбирают место оптимальной пункции полостного образования. Через разрез кожи проводят пункцию свободным участком иглы, при этом наружная канюля и дренаж остаются снаружи от кожных покровов больного. Удаляют мандрен и аспирируют небольшое количество содержимого. В полость вводят контрастное вещество и гибкий металлический проводник. С помощью упорной пластины фиксируют положение иглы, с помощью второй упорной пластины осуществляют поступательное движение наружной канюли и дренажа по игле на расстояние, равное длине ограничительного тросика. При этом происходит соскальзывание дистального конца дренажа с иглы на металлический проводник. Затем проводят более глубокое введение дренажа в полость и удаление комплекса устройство-проводник. После рентгеноскопического контроля дренаж фиксируют к коже.

## Осложнения
- Миграция дренажа
- Кровотечение
- Подтекание содержимого полости вдоль пункционного канала
- Перитонит

## Противопоказания
- Крайне тяжёлое состояние больного
- Кровотечение в полостное образование